# Acheilognathus binidentatus
Acheilognathus binidentatus är en fiskart som beskrevs av Li 2001. Acheilognathus binidentatus ingår i släktet Acheilognathus och familjen karpfiskar. Inga underarter finns listade i Catalogue of Life.